# Dia do Cosmonauta
O Dia do Cosmonauta é um feriado celebrado (principalmente na Rússia) em 12 de abril para comemorar o primeiro homem na órbita da Terra. Foi estabelecido por um decreto do Presidio do Soviete Supremo da União Soviética no dia 9 de abril de 1962.
É celebrado em honra ao primeiro voo espacial tripulado, feito em 12 de abril de 1961 pelo cosmonauta russo Yuri Alekseevich Gagarin, de URSS, que completou uma volta na órbita da Terra (durando 1h e 48 min) a bordo da nave Vostok 1.
Este foi um dos maiores sucessos do programa espacial soviético, tendo repercussão no mundo inteiro. Gagarin imediatamente tornou-se não só um herói da União Soviética, mas um herói mundial. Grandes jornais do mundo inteiro publicaram sua biografia e detalhes do seu voo. Moscou e outras grandes cidades da URSS organizaram paradas, que só foram menores que as paradas da vitória na Segunda Guerra Mundial. A alegria foi tanta que pessoas choraram e dançaram nas ruas.
Gagarin foi escoltado com honras por uma longa fila de carros com oficiais de alto escalão pelas ruas de Moscou até o Kremlin onde recebeu a mais alta honra soviética, o título de Herói da União Soviética, pelo líder soviético Nikita Khrushchov.

## Galeria

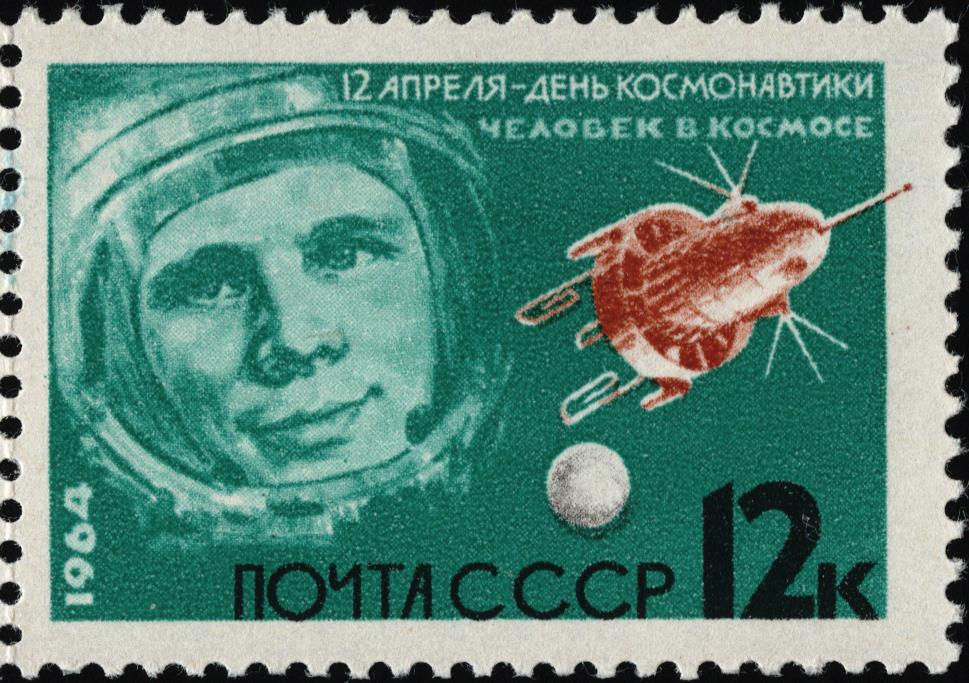
Selo postal com Iuri Gagarin. URSS, 1964
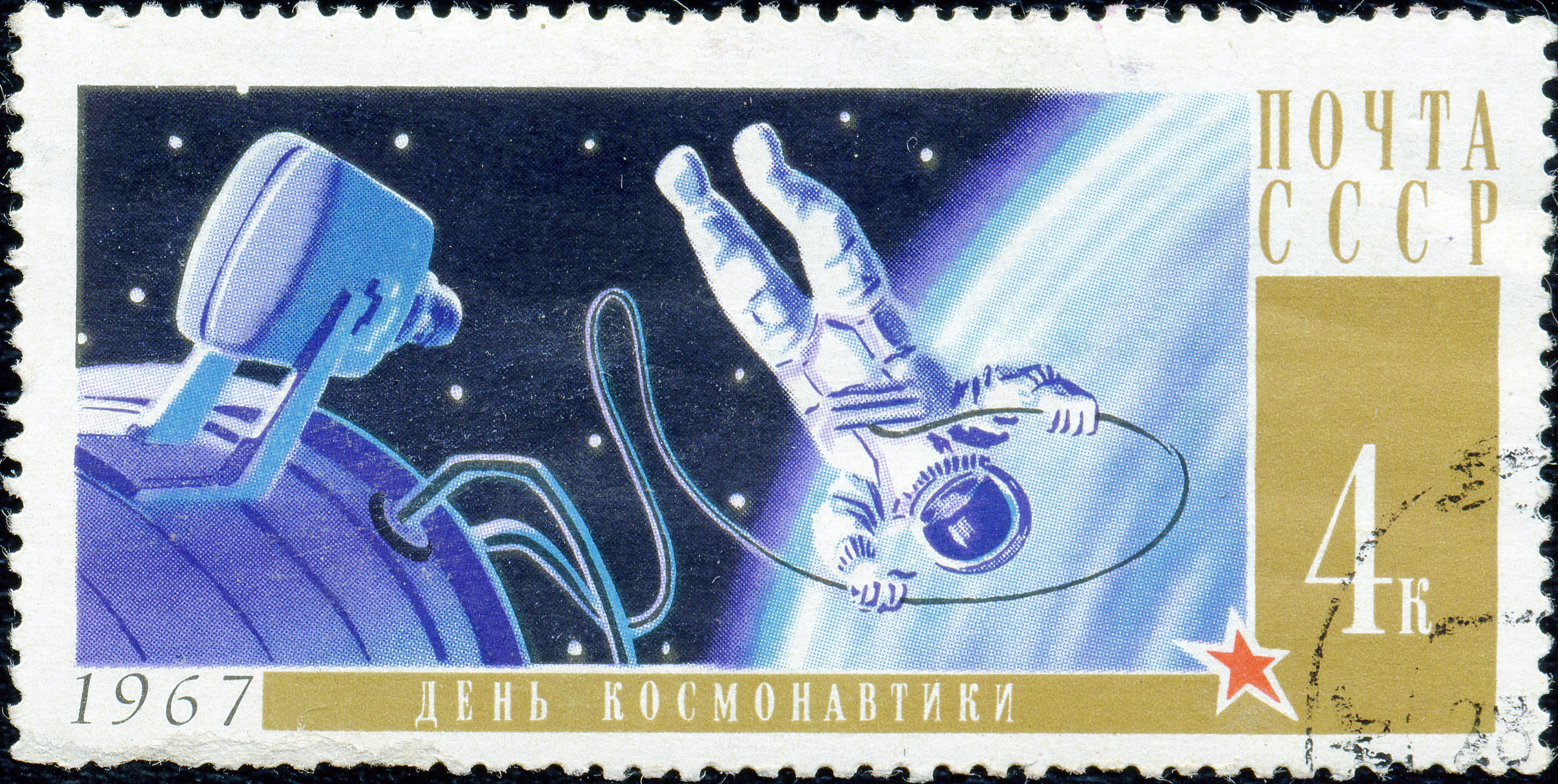
Selo postal com Aleksei Leonov. URSS, 1967
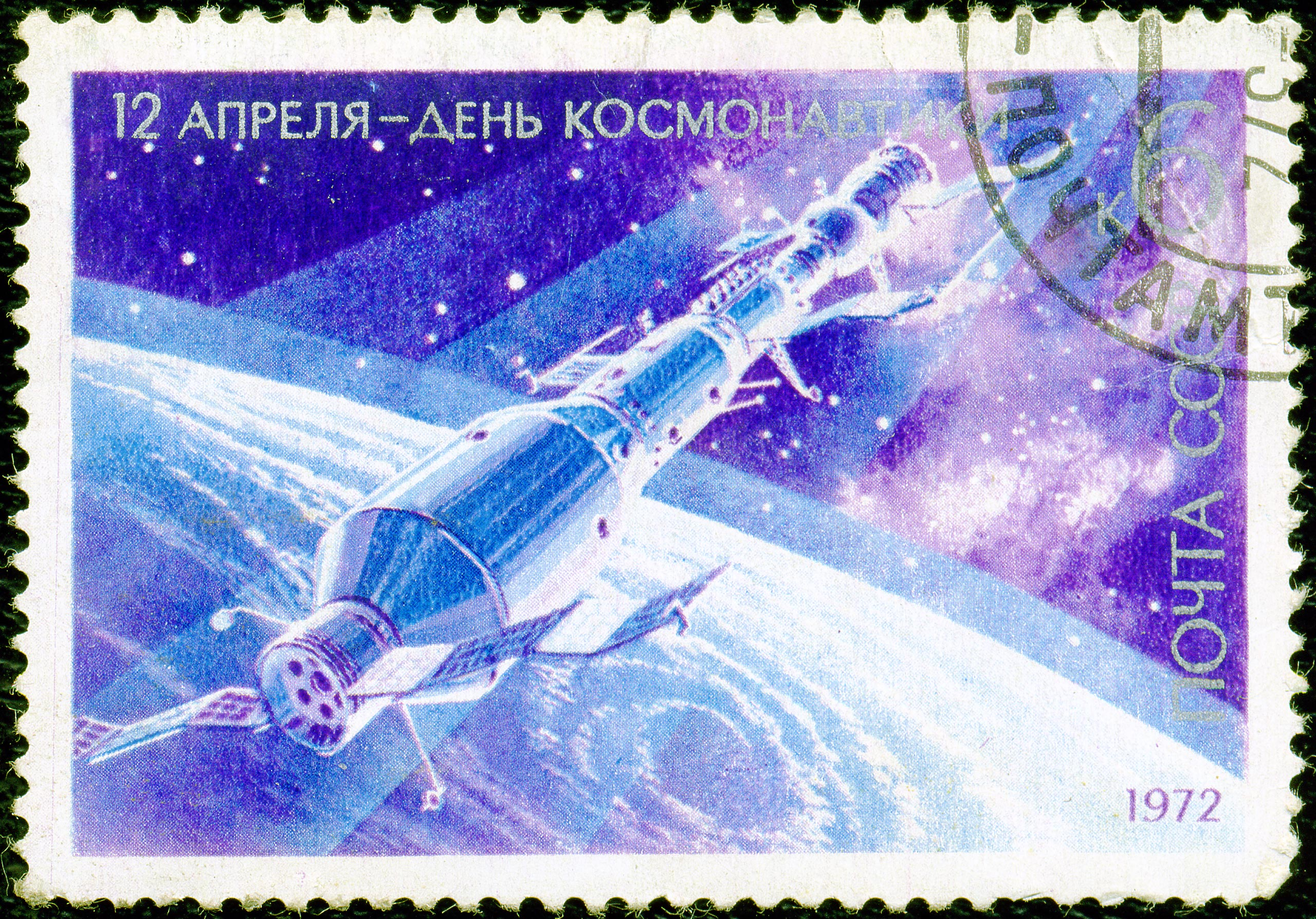
Selo postal, URSS, 1972
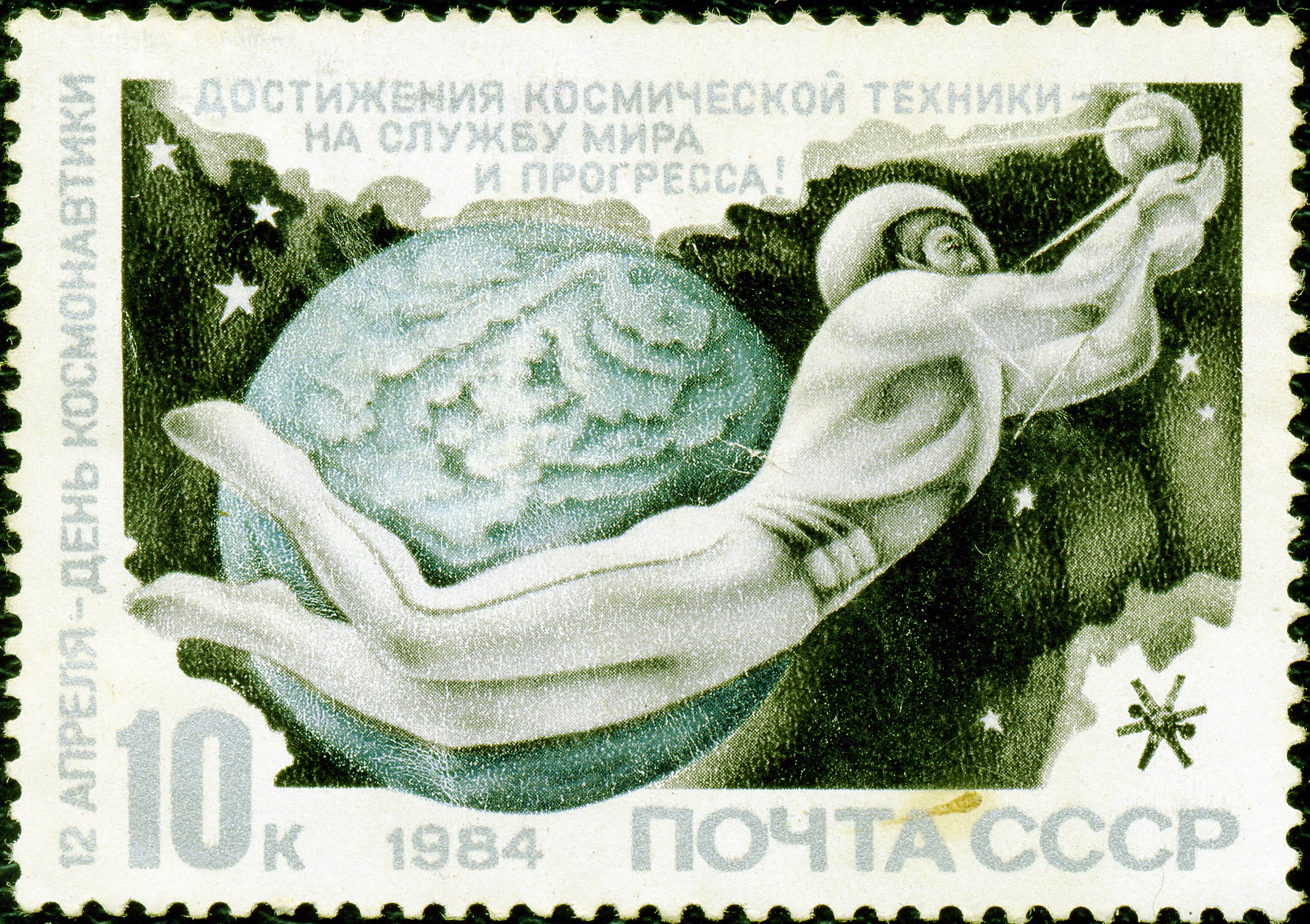
Selo postal com URSS, 1984
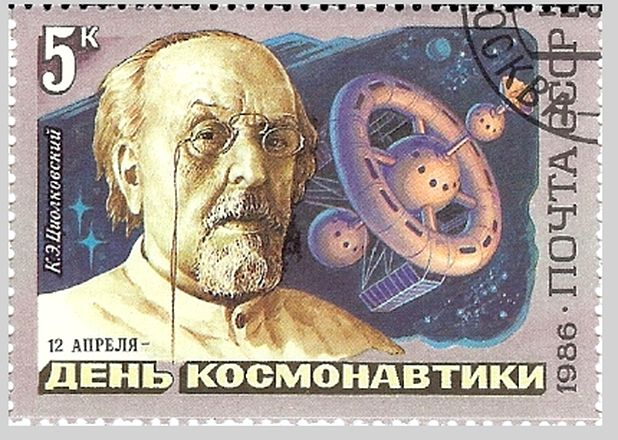
Selo postal com Konstantin Tsiolkovski. URSS, 1986
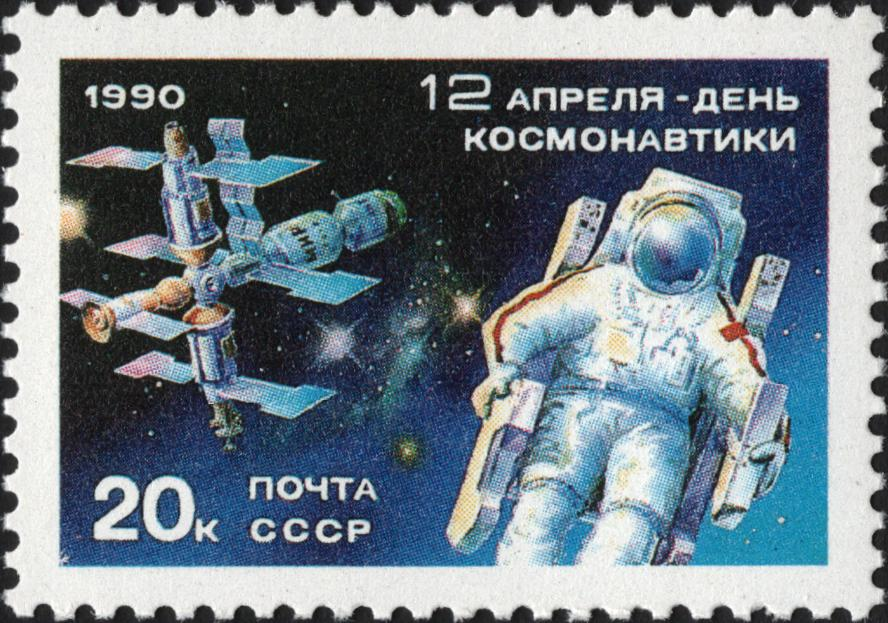
Selo postal com  "Mir". URSS, 1990
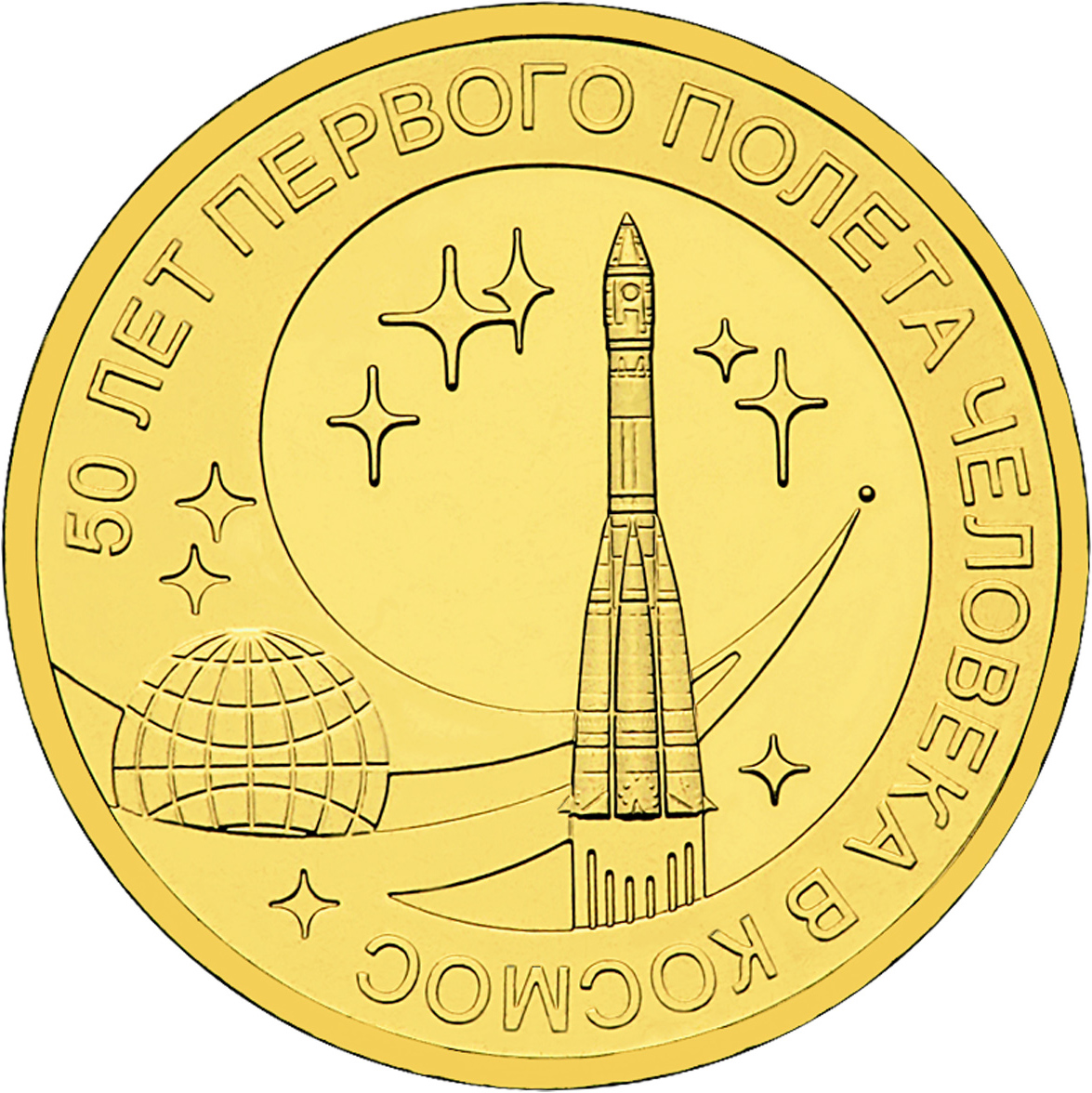
Moeda comemorativa do Banco da Rússia "50 anos do primeiro voo do homem ao espaço", Rússia, 2011
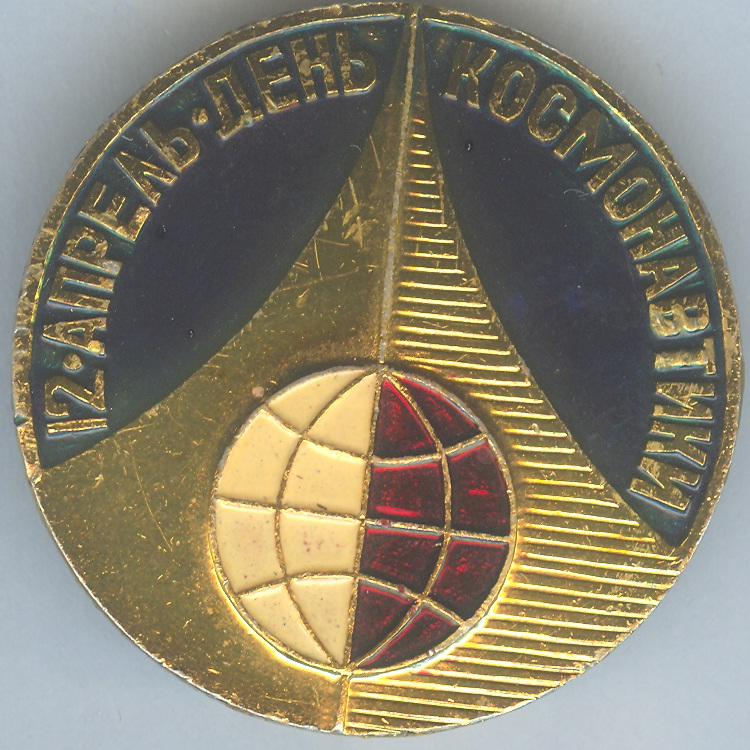
Ícone 12 de Abril Dia da exploração espacial